# Epinotia cedricida
Epinotia cedricida es una especie de polilla del género Epinotia, categorizada en la tribu Eucosmini, de la subfamilia Olethreutinae.

## Distribución
Se distribuye por Europa: en Francia, en el departamento de Vaucluse.

## Taxonomía
Fue descrita por Alexey Diakonoff en 1969.
Tratamiento taxonómico
La especie aparece registrada y publicada en Annls Soc. ent. Fr. (N.S.) 5: 389.